# Dunalkas pagasts
Dunalkas pagasts er en territorial enhed i Durbes novads i Letland. Pagasten havde 802 indbyggere i 2010 og 701 indbyggere i 2016 og omfatter et areal på 87,50 kvadratkilometer. Hovedbyen i pagasten er Dunalka.